# Антонов, Константин Михайлович (философ)
Константи́н Миха́йлович Анто́нов (род. 3 апреля 1968 года, Москва, СССР) — российский религиовед и историк философии, специалист по русской религиозной философии и богословию XIX—XX веков. Доктор философских наук, профессор и заведующий кафедрой философии и религиоведения Богословского факультета ПСТГУ .
Заместитель председателя Экспертного совета Высшей аттестационной комиссии при Министерстве образования и науки Российской Федерации по теологии. Исполнительный секретарь Русского религиоведческого общества (РРО).

## Биография
Родился 3 апреля 1968 года в Москве.
В 1990 году поступил на философский факультет Московский государственный университет им. М. В. Ломоносова, который окончил в 1995 году.
В 1995—1998 годах учился в аспирантуре философского факультета МГУ имени М. В. Ломоносова.
17 мая 1999 года защитил диссертацию на соискание учёной степени кандидата философских наук по теме «Философское наследие И.В. Киреевского. Антропологический аспект». Научные руководители: доктор философских наук, профессор В. В. Богатов, кандидат философских наук, доцент А. П. Козырев.
С сентября 1999 года по настоящее время — профессор и заведующий кафедрой философии и религиоведения Богословского факультета Православного Свято-Тихоновского гуманитарного университета.
В декабре 2008 года на философском факультете РГГУ защитил диссертацию на соискание учёной степени доктора философских наук по теме «Философия религии в русской метафизике XIX — начала XX века». Специальность — 09.00.03 «История философии» Научный консультант — В. В. Сербиненко. Официальные оппоненты — Ю. А. Кимелев, С. А. Нижников, И. В. Цвык.
С весны 2011 года по настоящее время — профессор и заведующий кафедрой философии и религиоведения Богословского факультета Православного Свято-Тихоновского гуманитарного университета.
Член объединённого диссертационного совета Д 999.073.04 по теологии Общецерковной аспирантуры и докторантуры имени святых равноапостольных Кирилла и Мефодия, Православного Свято-Тихоновского гуманитарного университета, Московского государственного университета имени М. В. Ломоносова и Российской академии народного хозяйства и государственной службы при Президенте Российской Федерации.

## Взгляды
Считает, что основные проблемы в отношениях между наукой и религией возникают не на уровне отдельных фактов и суждений, а на уровне базовых предпосылок и мировоззренческих интерпретаций.

## Научные труды

### Диссертации
- Антонов К. М. Философское наследие И. В. Киреевского. Антропологический аспект. Автореф. дис. . канд.филос.наук. — М., 1999. — 24 с.
- Антонов К. М. Философия религии в русской метафизике XIX — начала XX века: автореф. дис. … докт. филос. наук. — М., 2008. — 32 с.

### Монографии
- Антонов К. М. Философское наследие И.В. Киреевского. Антропологический аспект. — М., Изд-во ПСТГУ, 2007.
- Антонов К. М. Философия религии в русской метафизике XIX — начала XX века. — М., Изд-во ПСТГУ, 2008.
- Антонов К. М. «Как возможна религия?»: Философия религии и философские проблемы богословия в русской религиозной мысли XIX–XX веков: В 2 ч. Ч. 1. — М.: Изд-во ПСТГУ, 2020. — 608 с. 500 экз.
- Антонов К. М. «Как возможна религия?»: философия религии и философские проблемы богословия в русской религиозной мысли XIX-XX веков : в 2 ч. Ч. 2. — М.: Изд-во ПСТГУ, 2020. — 367 с. ISBN 978-5-7429-1254-5, 500 экз.

### Учебные пособия
- Смирнов М. Ю., Бокова О. А., Антонов К. М. Философия религии и религиоведение: учебное пособие. — СПб.: ЛГУ имени А. С. Пушкина, 2017. — 116 с. ISBN 978-5-8290-1675-3

### Научные статьи

#### Журналы и сборники
- Антонов К. М. Творчество Пушкина в интерпретации И. В. Киреевского // Вестник МГУ. Сер. 7. Философия. — 1994. — № 3.
- Антонов К. М. Интеллигенция и традиция: обращение И. Киреевского и тэшува М. Бубера // Труды второй молодежной конференции СНГ по иудаике – «Тирош». — М. 1998.
- Антонов К. М. Человеческая личность и мир по учению И.В. Киреевского // Логос. Философский журнал. Вып.3. — М. 1999.
- Антонов К. М. Проблема возможности религиозной философии у И. В. Киреевского и В. Н. Лосского // Материалы XI конференции ПСТБИ. — М. 2001.
- Антонов К. М. Элементы психоанализа в философской публицистике С. Н. Булгакова. Тезисы. Материалы VII Российского симпозиума историков русской философии. — М. 2001.
- Антонов К. М. В.С. Соловьев и Ю. Ф. Самарин о еврейском вопросе // «Тирош». Труды по иудаике. Выпуск V. — М. 2001.
- Антонов К. М. Системность, органичность и целесообразность в работе Н. О. Лосского «Мир как органическое целое» // Системные исследования. Методологические проблемы. Ежегодник 2000. — М., 2002.
- Антонов К. М. Элементы психоанализа в философской публицистике С. Н. Булгакова // Философия хозяйства. — № 2. — 2002.
- Антонов К. М. Философия Ницше в интерпретации Л. Шестова // Проблема атеизма. Историко-философский ежегодник 2000. М., «Наука», 2002.
- Антонов К. М. Проблема религиозного обращения в творчестве С. Л. Франка // Религиоведение. — 2002. — № 4.
- Антонов К. М. Феномен религиозного обращения и его значение в истории русской мысли Архивная копия от 14 сентября 2010 на Wayback Machine // История мысли. Русская мыслительная традиция. — Вып. 2. — М.: «Вузовская книга», 2003.
- Антонов К. М. «Христианство и наука»: философские аспекты проблемы // Материалы XIII ежегодной конференции ПСТБИ. — М. 2003.
- Антонов К. М. Философия религии Ю.Ф. Самарина // Религиоведение. — № 2. — М., 2004.
- Антонов К. М. От истории философии к истории мысли // Системные исследования. Ежегодник 2002. — М.: Эдиториал УРСС, 2004.
- Антонов К. М. Особенности самосознания евреев-христиан // Диаспоры. — Вып. № 3. — М. 2004. — С. 168 - 190.
- Антонов К. М. Концепт религиозного обращения в философии Вл. Соловьева Архивная копия от 10 сентября 2016 на Wayback Machine // Вестник ПСТБИ. № 2. Филология. История. Философия. — М., 2004. — С. 160-190.
- Антонов К. М. Знание в религии и в науке // Материалы XIV ежегодной конференции ПСТБИ. — М. 2005. — С. 133-156. (bogoslov.ru/text/290638.html)
- Антонов К. М. От истории философии к истории мысли. (2 вариант) Архивная копия от 14 сентября 2010 на Wayback Machine // История мысли. Русская мыслительная традиция. — Вып. 3. — М.: «Вузовская книга», 2005.
- Антонов К. М. Рефлексивные структуры религиозной традиции // Материалы XV ежегодной богословской конференции ПСТГУ. Т. 1. М., 2005. — С. 164-169.
- Антонов К. М. Феномен религиозного обращения в античной философии // Религиоведение. — 2006. — № 1. — С. 102-119.
- Антонов К. М. Славянофилы и И. В. Киреевский: становление исследовательских традиций Архивная копия от 4 марта 2016 на Wayback Machine // Вестник ПСТГУ. Сер. Богословие. Философия. I-16-2006. — С. 55-92.
- Антонов К. М. Христианская правда и научная истина (Некоторые методологические аспекты написания курсовых и дипломных работ) // Материалы XVI ежегодной богословской конференции ПСТГУ. — Т. 1. — М., 2006.  (bogoslov.ru/text/2224964.html)
- Антонов К. М. И.В. Киреевский и последующая русская философская традиция Архивная копия от 10 сентября 2016 на Wayback Machine // Вестник ПСТГУ. Сер. Богословие. Философия. I-17-2006. — С. 67–76.
- Антонов К. М. Религиозный опыт и догмат в русской мысли начала XX века // Материалы XVII ежегодной богословской конференции ПСТГУ. — Т. 1. — М., 2006. — С. 172-177.
- Антонов К. М. Миссионерские стратегии и тактики А.С. Хомякова // А.С. Хомяков — мыслитель, поэт, публицист. — Т. 1. — М. 2007.
- Антонов К. М. Философия религии С. Л. Франка Архивная копия от 24 марта 2016 на Wayback Machine // Философские науки. № 3. — 2007. — С. 18–23.
- Антонов К. М. Философия религии раннего С. Л. Франка. // Вестник МГУ. Сер. 7. Философия. — № 5. — 2007.
- Антонов К. М. Религиозный опыт, творчество и догмат в русской мысли начала XX века // Религиоведение. — 2007. — № 1. — С. 128-142.
- Антонов К. М. Философия религии В. С. Соловьева Архивная копия от 24 марта 2016 на Wayback Machine // Философские науки. — 2007. — № 11. — С. 32—50.
- Антонов К. М. Проблема веры и разума в философии религии Л. М. Лопатина Архивная копия от 10 сентября 2016 на Wayback Machine // В ПСТГУ I:4(20). — М., 2007. — С. 87-102.
- Антонов К. М. Проблема атеизма в русской мысли к. XIX – нач. XX в. // Материалы XVIII ежегодной богословской конференции ПСТГУ. — Т. 1. — М., 2008. — С. 172-177.
- Антонов К. М. Проблемы философии религии в творчестве кн. С.Н. Трубецкого Архивная копия от 5 марта 2016 на Wayback Machine // Вестник РГГУ. — №7. — 2008. — С. 151-164.
- Антонов К. М., Пылаев М. А. «Святое» в русской философской мысли и в западной феноменологии религии // Религиоведение. — 2008. — № 3. — С. 118-128.
- Антонов К. М. Проблемы философии религии в «Непостижимом» С. Л. Франка Архивная копия от 10 сентября 2016 на Wayback Machine // Вестник ПСТГУ. Серия 1. Богословие. Философия. 2(26) — 2009. — С. 72-92.
- Антонов К. М. Феномен религиозного обращения и становление рефлексивных структур религиозных традиций // Религиоведение. — 2009. — № 4. — С. 90–102.
- Антонов К. М. Религиозная философия и философия религии в русской мысли (недоступная ссылка) // Точки. 1–2 (9) 2010. С. 15–19.
- Антонов К. М. Историческое изучение религии в духовно-академической традиции в дореволюционной России Архивная копия от 5 марта 2016 на Wayback Machine // Вестник ПСТГУ. Серия 1. Богословие. Философия. 1(33) 2011. С. 39–55.
- Антонов К. М. Русская религиозная философия и феноменология религии: предварительные замечания к постановке проблемы // * Антонов К. М. Феноменология религии: между сакральным и профанным. Материалы Международной зимней религиоведческой школы. Донецк, 2011. — С. 77–86.
- Антонов К. М. Кн. С.Н. Трубецкой и его программа исследования религии в контексте истории отечественного религиоведения (недоступная ссылка) // Точки-Puncta. 1-2/10/2011. С. 17–26.
- Антонов К. М. Л.Н. Толстой и дискуссия о природе догмата в русской мысли конца XIX — начала XX века // Сборник материалов симпозиума Л.Н. Толстой (1828–1910) и Церковь его времени / Atti del simposio Lev Tolstoj (1828–1910) e la chiesa del suo tempo. — Тула, 2011. — С. 15–47.
- Антонов К. М. Русская религиозная философия и феноменология религии: точки соприкосновения // Религиоведческие исследования. — 2011. — № 1-2(5-6). — С. 7-22.
- Антонов К. М. Теология как научная специальность Архивная копия от 22 июня 2013 на Wayback Machine // Вопросы философии. — 2012. — № 6. — С. 73–84.
- Антонов К. М. Русская религиозная мысль в контексте философского постижения модерна в XX веке // Chrześcijaństwo wobec problemòw wspolczesnego świata. Krakòw. — 2012. — S. 69–78.
- Антонов К. М. «Вехи»: понятие религии в контексте философского постижения модерна в XX веке // «Вехи» русской религиозной мысли: 1909–2009. Акты симпозиума, прошедшего в Риме 26 февраля 2009 года…. — Рим, 2012. — С. 175–194.
- Антонов К. М. Идея сообщества ученых и ее религиозный смысл в русской мысли конца XIX в.: вопрос о коммуникативной природе науки и концепция всеединства // Вестник ПСТГУ. Сер. 1. Богословие. Философия. 6(44) 2012. С. 54-67.
- Антонов К. М. Становление религиоведения в СССР: 1920-30-е годы // Точки-Puncta. 1-4/11/2012. С. 17–25.
- Антонов К. М. Диалог об изучении истории религиоведческой мысли советского времени // Смирнов М. Ю. Религия и религиоведение в России. ― СПб.: Изд-во Русской христианской гуманитарной академии, 2013. С. 346–363.(соавт. Смирнов М.Ю.)
- Антонов К. М. Сердце // Богословская антропология. Русско-православный/Римско-католический словарь. М., 2013. С. 472-477 (соавт. Лоргус А., прот.)
- Антонов К. М. Философия религии С.Н. Булгакова и проблематика концепции неопатристического синтеза В.Н. Лосского // Софиология и неопатристический синтез: богословские итоги философского развития. М., ПСТГУ, 2013. С. 95–114.
- Антонов К. М. Обличчя релiгiэзнавства в сучасному свiтi. Кругий стiл «Фiлософськой думки» i «Релiгiэзнавчих нарисiв» // Фiлософска думка. № 3. 2013. Киев. С. 5–38. (соавторы: Е. Аринин, С. Головащенко, В. Еленский, С. Карасева, О. Киселев, И. Козловский, П. Костылев, О. Михельсон, Р. Сафронов, М. Смирнов, А. Степанова, А. Тимощук, А. Тюрин, I. Strenski, A. Hvithamar)
- Антонов К. М. Религиозно-антропологические основания идеи сообщества ученых в русской мысли конца XIX века и современность //Chrześcijaństwo a współczesne koncepcje człowieka /Pod red. Lucjana Suchanka. – Krakow: Polska Akademia Umiejętności, 2013. S.315-323.
- Антонов К. М. Этос отечественного религиоведения 1920-х – 1980-х гг. XX века: к постановке проблемы // Человек и религия. Материалы международной научно-практической конференции 14-16 марта 2013 года. Минск, Республика Беларусь. Минск, 2013. С. 470-474.
- Антонов К. М. От дореволюционной науки о религии к советскому религиоведению: трансформация системы научно-исследовательских программ и формирование «советской» формации дискурса о религии // Вестник ПСТГУ I: Богословие. Философия. 2013. Вып. 6 (50). С. 67–97.
- Антонов К. М. Этос отечественного религиоведения 1920-х – 1980-х годов: опыт реконструкции] // Форум новейшей восточноевропейской истории и культуры. 2014. No 1. С. 355-372
- Антонов К. М. Кульпабилизация кульпабилизации: несколько слов по поводу реплики В.К. Шохина на статью И.П. Давыдова // Вестник ПСТГУ I: Богословие. Философия. 2014. Вып. 4 (54). С. 149–151.
- Антонов К. М. Рецепция классического психоанализа в русской религиозной мысли и современные психоаналитические теории религии // Вестник ПСТГУ I: Богословие. Философия. 2014. Вып. 5 (55). С. 47-67
- Антонов К. М. Предисловие: основные проблемы изучения истории религиоведения советского времени // «Наука о религии», «Научный атеизм», «Религиоведение»: актуальные проблемы научного изучения религии в России ХХ – начала XXI в.. М., ПСТГУ, 2014. С. 5–26.
- Антонов К. М. Идеи Вильгельма Шмидта в истории российского религиоведения: полемика, апология, рецепция // «Наука о религии», «Научный атеизм», «Религиоведение»: актуальные проблемы научного изучения религии в России ХХ – начала XXI в. М., ПСТГУ, 2014. С. 148–166.
- Антонов К. М. С.Л. Франк между Россией и Европой (по материалам научной конференции) // Вопросы философии. No 10. 2014. С. 170-176 (соавт. Н.В. Болдарева)
- Антонов К. М. Политическое измерение русской религиозной философии // Государство, религия, церковь в России и за рубежом. No 3(32). 2014. С. 264–294.
- Антонов К. М. А.Н. Красников и его роль в развитии отечественной науки о религии // Религиоведческие исследования. No 9-10. 2014. С. 9-23.
- Антонов К. М. Предисловие // «Самый выдающийся русский философ»: философия религии и политики С.Л. Франка. М., ПСТГУ, 2015. С. 5-11.
- Антонов К. М. Проблематика философии религии в «большой трилогии» С.Л. Франка: «Предмет знания», «Душа человека», «Духовные основые общества» // «Самый выдающийся русский философ»: философия религии и политики С.Л. Франка. М., ПСТГУ, 2015. С. 12-22.
- Антонов К. М. Этосы религии и формы рациональности // Государство, религия, церковь в России и за рубежом. № 1(33). 2015. С. 95-135.
- Антонов К. М. Научный атеизм как повод для дискуссии // Государство, религия, церковь в России и за рубежом. № 1(33). 2015. С. 207-217 (Костылев П.Н., Фолиева Т.А., соавт.).
- Антонов К. М. «Я, благодарение Богу, не богослов…»: становление русской религиозной философии и истоки концепции западного пленения православного богословия // Христианское чтение. № 3. 2015. С. 68-92
- Антонов К. М. Концепция религиозного опыта У. Джеймса в русской религиозной мысли первой трети XX века // Вестник ПСТГУ I: Богословие. Философия 2015. Вып. 5 (61). С. 91–111
- Антонов К. М. Структура, границы, организация: три рефлексии по мотивам текста Т.А. Фолиевой // Религиоведческие исследования. № 1(11). 2015. С. 123-128.
- Антонов К. М. Философская рациональность между религией и наукой: русское гегельянство конца XIX века (Б.Н. Чичерин и П.А. Бакунин) // Государство, религия, Церковь в России и за рубежом. № 4(33). 2015. С. 110-134
- Антонов К. М. От обыденного к священному: религиозное обращение и пути рационализации религии (феноменологические и психологические аспекты) // Психология религии: между теорией и эмпирикой. М., ПСТГУ, 2015. С. 75-86
- Антонов К. М. Изучение феномена «советского религиоведения»: цели, методы, смыслы // Философия религии: альманах. 2014-2015. М.: Наука, 2015. С. 224-238.
- Антонов К. М. Философия религии и религиозная философия в русской мысли // OMNIA CONJUNGO. Сборник научных работ в честь 65-летия проф. В.В. Сербиненко. М., РГГУ, 2015. С. 206-220.
- Антонов К. М. «Многообразие религиозного опыта» в контексте «научного атеизма»: восприятие идей У. Джеймса в советской гуманитарной науке // Вопросы философии. 2016. № 10. С. 96–108.
- Антонов К. М. «Теология – это наука о Церкви как некоторой фактической данности» // Государство, религия, Церковь в России и за рубежом. № 3(34). 2016. С. 200-204
- Антонов К. М. Религиозная личность Нового времени в психологической прозе («Признания прекрасной души» И.-В. Гете) // Государство, религия, Церковь в России и за рубежом. № 4(34). 2016. С. 28-49
- Антонов К. М. Психология «страха смерти» vs социология «контрреволюционной идеологии»: Полемика М. Н. Покровского и И. И. Скворцова-Степанова (1922–1923) и пути изучения религии в СССР // Вестник ПСТГУ. Серия I: Богословие. Философия. Религиоведение 2016. Вып. 5 (67). С. 73–98.
- Антонов К. М. Русские могилы: И.А. Сикорский и В.В. Розанов о психологии «сектантства» // Вестник ПСТГУ. Серия I: Богословие. Философия. Религиоведение. 2017. Вып. 72. С. 103–124.
- Антонов К. М. Проблема личности в мышлении протоиерея Сергия Булгакова и проблематика богословского персонализма в XX веке // Христианское чтение. № 4. 2017. С. 178–206.
- Антонов К. М. Нужно ли нам «бороться с сектами»? Размышления о работе церкви в области нетрадиционной религиозности // Сектоведение. Минск, 2017, Том 6, с.18-44
- Антонов К. М. Василий Васильевич Зеньковский: религиозное переживание как основа психологии религии и идеи религиозного воспитания // Вестник ПСТГУ. Серия IV: Педагогика. Психология. 2018. Вып. 48. С. 107-120 (Кс.А. Колкунова, соавт.)
- Антонов К. М. Концепты “культуры” и “политики” в философии раннего С.Л. Франка: вопрос об их взаимоотношении в контексте духовной и интеллектуальной биографии мыслителя // Вопросы философии. 2018. №1. С.62-72.
- Антонов К. М. Психология религии в русской религиозной мысли: к постановке проблемы // Философские науки. 2018;(5):1. С. 43-156
- Антонов К. М. Философия религии и философская теология между верой и знанием: русский философский спиритуализм конца XIX в. (А. А. Козлов) // Вестник ПСТГУ. Серия I: Богословие. Философия. Религиоведение. 2018. Вып. 79. С. 43-55
- Антонов К. М. Дискурс о сектах и анализ воображаемого как инструмент критического анализа // Религиоведческие исследования. 2.18. 2018. С. 97–104.
- Антонов К. М. Идея «критики откровения» в философии религии и философской теологии в позднем творчестве Н.А. Бердяева // Философия религии: аналитические исследования 2019. Т. 3. № 1. С. 57–78.
- Антонов К. М.«Природа и культура» – эпизод интеллектуальной биографии С. Л. Франка // Вестник Ленинградского государственного университета имени А.С. Пушкина. 2020. № 3 С. 26–39.
- Антонов К. М. Религиоведение // Православная энциклопедия. Т. 59. С. 451–458. (Кс.А. Колкунова, соавт.)
- Антонов К. М. Две антропологические рецепции идей Фрейда: С.Л. Франк и Л. Бинсвангер // История философии. 2020. Т. 25. № 2. С. 40–54 (Д.А. Ченцова, соавт.)
- Антонов К. М. Новая интерпретация истории русской религиозной мысли: философия религии как значимый аспект религиозной философии // Вопросы теологии. 2020. Т. 2, No 2. С. 368–383 (А.И. Кырлежев, соавт.).
- Антонов К. М. Зачем Церкви религиоведение? // Вопросы теологии. 2020. Т. 2, № 4. С. 576–602.
- Антонов К. М. Принцип методологического объективизма и позиция «точки зрения» в академическом исследовании религии: проблемы и перспективы // Религиоведческие исследования. 2 (22). 2020.С. 118–132.
- Антонов К. М. Фр. М. Мюллер: христианские коннотации идеи сравнительного изучения религии и их рецепция в дореволюционной России (штрихи для предисловия к публикации) // Религиоведческие исследования. 2 (22). 2020.С. 48–53.
- Антонов К. М. Влияние книги “Leben Schleiermachers” В. Дильтея на интерпретацию «Речей о религии» Ф. Шлейермахера у С. Франка // Studia Religiosa Rossica: научный журнал о религии. 2021. № 4. С. 14–31. (в соавт. с М.А. Пылаевым)
- Антонов К. М. Мистическая поэзия как форма религиозной жизни: статьи С.Л. Франка о Тютчеве и Рильке // Миргород. 2021, № 2/18. С. 7–36.
- Антонов К. М. Проблема «эллинизации христианства» в немецкой теологии и русской религиозной мысли конца XIX – начала XX века: кн. С.Н. Трубецкой и А. фон Гарнак // Вестник ПСТГУ. Серия I: Богословие. Философия. Религиоведение. 2022. Вып. 99. С. 88-113.
- Антонов К. М. Предисловие выпускающего редактора // Религиоведческие исследования. 1(25)2022. С. 5–8.
- Антонов К. М. Идеология, методология и этика советского религиоведения: из научной биографии А.И. Клибанова // Религиоведческие исследования. № 1(25)2022. С. 91–119
- Антонов К. М. Конкретный идеализм Сергея Трубецкого и идея конкретности в русской философии. Материалы круглого стола // Вопросы философии. 2022. № 8. С. 16-44 (соавт. Б.И. Пружинин, о. Георгий Белькинд, В.В. Ванчугов, К.Б. Ермишина, А.П. Козырев, Б.В. Межуев, А.И. Резниченко, В.В. Сидорин, Т.Г. Щедрина
- Антонов К. М. Проблематизация идеи вечных адских мук в философской эсхатологии Н.А. Бердяева // Философия религии: аналитические исследования. 2022. Т. 6. № 2. С. 90–11
- Антонов К. М. L.N. Tolstoj e la discussione sulla natura del dogma nel pensiero russo della fine del XIX — inizio XX secolo // Atti del simposio Lev Tolstoj (1828–1910) e la chiesa del suo tempo / Сборник материалов симпозиума Л.Н. Толстой (1828–1910) и Церковь его времени. Тула, 2011. С. 48–81.
- Антонов К. М. Der “Wissenschaftliche Atheismus” in der UdSSR // Una Sancta. 2012-2.book. S. 115-124.
- Антонов К. М. “Vechi”: il concetto di religione nel contest della comprensione filosofica del moderno nel XX secolo // “Vechi” Pietre miliari del pensiero religioso russo: 1909-2009, Roma, 2012.
- Антонов К. М. DieKategorie des Heiligen in der Religionsphanomenologie, Theologie und Philosophie des 20. Jahrhunderts // Neue Zeitschrift für Systematische Theologie und Religionsphilosophie 2015; 57(1): 110–128 (Пылаев М.А., соавт.)
- Антонов К. М. Art and Morality: Tolstoy vs Leontiev // International Conference on Arts, Design and Contemporary Education (ICADCE 2016). P. 97-103 (Черняк А.З., соавт.)
- Антонов К. М. “Secularisation” and “Post-Secular” in Russian Religious Thought: Main Features // Beyond Modernity: Russian Religious Philosophy and Post-Secularism. Wipf and Stock Publishers. NY. 2016. P. 25-38.
- Антонов К. М. The Perception of the Ideas of Fr. Wilhelm Schmidt in Russia in the Context of the History of Russian Religious Studies // Anthropos. Volume 113 (2018), Issue 2, page 675 – 684,
- Антонов К. М. The Problem of Personality in the Philosophy of Peter Chadaev and Russian Theological Personalism // Peter Chaadaev: Between the Love of Faterland and the Love of Truth. Wipf and Stock Publishers, Oregon, 2018. P. 180-190.
- Антонов К. М. 'The Right to a Decent Life' The Russian School of Natural Law and the Concept of Neo-Patristic Synthesis in 20th Century Orthodox Theology // The Journal of Eastern Christian Studies. 71 (3-4) 2019. P. 307-326 DOI: 10.2143/JECS.71.3.3286903
- Антонов К. М. Pavel Novgorodtsev: Natural Law and Its Religious Justification // Law and the Christian Tradition in Modern Russia. Ed. by Paul Valliere, Randall A. Poole. Routledge. 2022. P. 243-265

#### Энциклопедии и словари
- Западники Архивная копия от 10 мая 2013 на Wayback Machine // Философия: Энциклопедический словарь / под ред. А. А. Ивина. — М. Гардарики, 2004.
- Славянофилы Архивная копия от 28 мая 2013 на Wayback Machine // Философия: Энциклопедический словарь / под ред. А. А. Ивина. — М. Гардарики, 2004.
- Андреев Д. Л. // Религиоведение: энциклопедический словарь. / Под ред. А. П. Забияко, А. Н. Красникова, Е. С. Элбакян. — М.: Академический проект, 2006. — С. 45 ISBN 5-8291-0756-2
- Бакунин М. А. // Религиоведение: энциклопедический словарь. / Под ред. А. П. Забияко, А. Н. Красникова, Е. С. Элбакян. — М.: Академический проект, 2006. — С. 89. ISBN 5-8291-0756-2
- Каппадокийцы. // Религиоведение: энциклопедический словарь. / Под ред. А. П. Забияко, А. Н. Красникова, Е. С. Элбакян. — М.: Академический проект, 2006. — С. 487-488. ISBN 5-8291-0756-2
- Карсавин Л. П. // Религиоведение: энциклопедический словарь. / Под ред. А. П. Забияко, А. Н. Красникова, Е. С. Элбакян. — М.: Академический проект, 2006. — С. 494-495. ISBN 5-8291-0756-2
- Климент Александрийский // Религиоведение: энциклопедический словарь. / Под ред. А. П. Забияко, А. Н. Красикова, Е. С. Элбакян . — М.: Академический проект, 2006. — С. 525-526. ISBN 5-8291-0756-2
- Лосский В. Н. // Религиоведение: энциклопедический словарь. / Под ред. А. П. Забияко, А. Н. Красникова, Е. С. Элбакян . — М.: Академический проект, 2006. — С. 587. ISBN 5-8291-0756-2
- Лосский Н. О. // Религиоведение: энциклопедический словарь. / Под ред. А. П. Забияко, А. Н. Красникова, Е. С. Элбакян. — М.: Академический проект, 2006. — С. 587-588. ISBN 5-8291-0756-2
- Обращение религиозное // Религиоведение: энциклопедический словарь. / Под ред. А. П. Забияко, А. Н. Красникова, Е. С. Элбакян . — М.: Академический проект, 2006. — С. 714-715. ISBN 5-8291-0756-2
- Писарев Д. И. // Религиоведение: энциклопедический словарь. / Под ред. А. П. Забияко, А. Н. Красникова, Е. С. Элбакян . — М.: Академический проект, 2006. — С. 763-764. ISBN 5-8291-0756-2
- Пифагореизм о религии // Религиоведение: энциклопедический словарь. / Под ред. А. П. Забияко, А. Н. Красникова, Е. С. Элбакян . — М.: Академический проект, 2006. — С. 764. ISBN 5-8291-0756-2
- Религия и философия // Религиоведение: энциклопедический словарь. / Под ред. А. П. Забияко, А. Н. Красникова, Е. С. Элбакян . — М.: Академический проект, 2006. — С. 901-903. ISBN 5-8291-0756-2
- Рикер П. // Религиоведение: энциклопедический словарь. / Под ред. А. П. Забияко, А. Н. Красникова, Е. С. Элбакян . — М.: Академический проект, 2006. — С. 919. ISBN 5-8291-0756-2
- Самарин Ю. Ф. // Религиоведение: энциклопедический словарь. / Под ред. А. П. Забияко, А. Н. Красникова, Е. С. Элбакян . — М.: Академический проект, 2006. — С. 947-948. ISBN 5-8291-0756-2
- Сократ // Религиоведение: энциклопедический словарь. / Под ред. А. П. Забияко, А. Н. Красникова, Е. С. Элбакян . — М.: Академический проект, 2006. — С. 996. ISBN 5-8291-0756-2
- Трансцендирование // Религиоведение: энциклопедический словарь. / Под ред. А. П. Забияко, А. Н. Красникова, Е. С. Элбакян . — М.: Академический проект, 2006. — С. 1076-1077. ISBN 5-8291-0756-2
- Трубецкой Е. Н. // Религиоведение: энциклопедический словарь. / Под ред. А. П. Забияко, А. Н. Красникова, Е. С. Элбакян . — М.: Академический проект, 2006. — С. 1081-1082. ISBN 5-8291-0756-2
- Трубецкой С. Н. // Религиоведение: энциклопедический словарь. / Под ред. А. П. Забияко, А. Н. Красникова, Е. С. Элбакян . — М.: Академический проект, 2006. — С. 1082. ISBN 5-8291-0756-2
- Флоровский Г. В. // Религиоведение: энциклопедический словарь. / Под ред. А. П. Забияко, А. Н. Красникова, Е. С. Элбакян . — М.: Академический проект, 2006. — С. 1124. ISBN 5-8291-0756-2
- Шеллинг Ф. В. Й. // Религиоведение: энциклопедический словарь. / Под ред. А. П. Забияко, А. Н. Красникова, Е. С. Элбакян . — М.: Академический проект, 2006. — С. 1197-1198. ISBN 5-8291-0756-2
- Шестов Л. И. // Религиоведение: энциклопедический словарь. / Под ред. А. П. Забияко, А. Н. Красникова, Е. С. Элбакян . — М.: Академический проект, 2006. — С. 1198. ISBN 5-8291-0756-2
- Юркевич П. Д. // Религиоведение: энциклопедический словарь. / Под ред. А. П. Забияко, А. Н. Красникова, Е. С. Элбакян . — М.: Академический проект, 2006. — С. 1237. ISBN 5-8291-0756-2
- Зернов Николай Михайлович // Православная энциклопедия. — М., 2009. — Т. XX : Зверин в честь Покрова Пресвятой Богородицы женский монастырь — Иверия. — С. 114-116. — 39 000 экз. — ISBN 978-5-89572-036-3.

### Научная редакция
- «Наука о религии», «Научный атеизм», «Религиоведение»: Актуальные проблемы научного изучения религии в России XX – начала XXI в. / Сост., предисл., общ. ред. К. М. Антонова. — М.: Изд-во ПСТГУ, 2014. — 263 с.
- Носачев П. Г. «Отреченное знание»: Изучение маргинальной религиозности в XX и начале XXI века: Историко-аналитическое исследованиеМ.: Изд-во ПСТГУ, 2015. — 336 с.

## Публицистика
- Пущаев, Юрий Как в СССР изучали религию, чтобы с ней бороться Архивная копия от 7 января 2014 на Wayback Machine // Журнал «Фома», 04.12.2013